# Human Bloom Tour 2017
『Human Bloom Tour 2017』（ヒューマン ブルーム ツアー）は、RADWIMPSが2017年2月25日から同年5月10日まで開催した全国ツアー、および2017年10月18日にリリースされたライブ映像作品・ライブアルバムである。

## 概要
RADWIMPSは本ツアーを開催する前年の2016年11月に、8枚目となるオリジナル・アルバム『人間開花』をリリースした。
『Human Bloom Tour 2017』は、タイトル通りその『人間開花』を引っ提げたアルバムツアーである。だが、前年の8月に同名映画のサウンドトラック『君の名は。』もリリースしており、そこから数曲披露されていることから、両方を引っ提げているツアーとなった。
ツアーは12会場で全21公演の日程で開催された。これまでの国内ツアーは、アリーナ会場とライブハウス会場が混じる形で約40公演ほどのワンマンツアーを行なっていたが（2011年の『絶体延命ツアー』・2014年の『GRAND PRIX 2014 実況生中継』）、その後アジアツアーや数々の夏フェス出演、更に野田がプロデュース楽曲の制作や、出演する映画やドラマの撮影などがあったことから、これまでのワンマンツアーよりも本数を半分ほど減らし、規模が大きい方であるアリーナ会場のみを廻るアリーナツアーとして開催された。2017年2月25日・2月26日のマリンメッセ福岡公演を皮切りに、本作品の主な内容となっている4月29日・4月30日のさいたまスーパーアリーナ公演を経て、5月9日・5月10日のツアーファイナルではバンド初の日本武道館での単独公演を開催して幕を閉じた。
ツアーのうち、4月30日のさいたまスーパーアリーナ公演を中心に収録したライブ映像作品（DVD・Blu-ray）とライブアルバムがEMI Recordsより2017年10月18日に発売された。収録曲・曲順は2形態とも共通である。
映像作品の完全生産限定盤はA4サイズ三方背ケース仕様となり、ライブ写真が収められた64ページに及ぶ写真集、さらにライブ音源を収録したCD2枚組が封入されたほか、各地で演奏されたアンコールが厳選収録された。
ライブアルバムは自身初のリリースとなった。CDとミュージックカード（収録楽曲がダウンロードできるシリアルコードが記載されたもの）の2形態での発売で、CDは2017年12月31日までの出荷限定、およびミュージックカードも初回生産限定商品となった。ライブアルバムの収録曲は映像作品付属のライブCDと同一内容となっている。

## 収録曲
1. Opening
2. Lights go out
3. 夢灯籠
4. 光
5. AADAAKOODAA
6. 05410-(ん)
7. アイアンバイブル
8. O&O
9. アメノヒニキク
10. トアルハルノヒ
11. 棒人間
12. Bring me the morning
13. 三葉のテーマ
14. スパークル [original ver.]
15. DADA
16. セツナレンサ
17. おしゃかしゃま
18. ます。
19. 君と羊と青
20. 前前前世 [original ver.]
21. 告白
22. おあいこ
23. トレモロ
24. いいんですか?
25. なんでもないや
26. サイハテアイニ
27. 会心の一撃

### 完全生産限定盤（映像盤）
Extra Track of Human Bloom Tour 2017
- ハイパーベンチレイション

Encore Selection of Human Bloom Tour 2017（アンコール集）
- 五月の蝿
- 春灯
- 25ｺ目の染色体
- サヨナラCOLOR
- ふたりごと
- お風呂あがりの
- 週刊少年ジャンプ
- オーダーメイド
- 蝶々結び
- 夢番地
- 有心論